# Ota Ornest
Ota Ornest, vlastním jménem Otto Ohrenstein (6. července 1913 Kutná Hora – 4. srpna 2002 Praha), byl český divadelní dramaturg, režisér, herec, překladatel a někdejší ředitel Městských divadel pražských.

## Životopis
Narodil se do rodiny obchodníka se střižním a galanterním zbožím Eduarda Ohrensteina (1881–1936) a jeho manželky Berty, rozené Rosenzweigové (1890–1970). 
Ve druhé polovině 30. let studoval na dramatickém oddělení pražské konzervatoře. Byl hercem a režisérem Středočeské činohry J. Burdy, košického Národního divadla (v sezóně 1937/1938) a pak plzeňského Městského divadla.
Krátce po 15. březnu 1939, který jej zastihl v plzeňském angažmá, odešel přes Ostravu a Polsko do exilu ve Velké Británii. Za 2. světové války se i nadále věnoval divadlu, v Londýně připravil vzpomínkový večer věnovaný Karlu Čapkovi, uvedl zde v Arts Theatre také Lidové suity E. F. Buriana, redigoval časopis Mladé Československo a od roku 1941 působil spolu s Pavlem Tigridem a Josefem Schwarzem (Červinkou) v československém rozhlasovém vysílání BBC, nejdříve jako překladatel a hlasatel, později i jako spoluautor a autor relací.
Po skončení druhé světové války nastoupil do Realistického divadla. Z Londýna se vrátil už jako přesvědčený komunista a stal se jednou z vůdčích postav revolučních přeměn v našem divadelnictví. V roce 1948 podepsal výzvu prokomunistické inteligence Kupředu, zpátky ni krok!, jež byla vydána dne 25. února 1948 na podporu komunistického převratu. Od března 1948 byl členem Ústředního akčního výboru Národní fronty v oboru divadelnictví zodpovědného za čistky v divadlech. Od roku 1950 do roku 1972 zastával funkci ředitele Městských divadel pražských a patřil ke vůdčím osobnostem tzv. „zlaté éry“ Městských divadel také jako režisér a dramaturg. V letech 1959 až 1968 zastával též funkci uměleckého šéfa Městského komorního divadla (součást MDP). Pražskému publiku představil řadu významných autorů, v mnoha případech ve vlastním překladu (přeložil 60 divadelních her).. Spolupracoval také s Alfrédem Radokem. O své politické přesvědčení postupně přicházel a začal se stýkat s lidmi komunistickému režimu nepřátelskými. Proto byl v únoru roku 1972 odvolán z funkce ředitele Městských divadel pražských a nahrazen nomenklaturním kádrem Lubomírem Poživilem, bývalým ředitelem Divadla pracujících v Mostě. Byl však ponechán v divadle jako režisér do doby svého plánovaného penzionování v roce 1977. V roce 1977 však byl zatčen a při závěrečném přelíčení ve dnech 17.–18. října 1977 u Městského soudu v Praze odsouzen v procesu vedeném s Václavem Havlem, Františkem Pavlíčkem a Jiřím Ledererem na tři a půl roku nepodmíněně za trestný čin podvracení republiky za to, že napomáhal dovozu literárních děl zakázaných autorů do zahraničí. Šlo zejména o paměti Prokopa Drtiny. Ve fyzické a psychické tísni podlehl nátlaku StB a za slib milosti se v televizi veřejně kál. K tomuto kroku jej patrně přivedly i obavy o život a zdraví. Ještě před svým zatčením dvakrát prodělal infarkt a trpěl cukrovkou. U Nejvyššího soudu dosáhl snížení trestu na dva a půl roku, poté dostal prezidentskou milost a 6. dubna 1978 byl propuštěn z vězení. V roce 1990 byl rozsudek zrušen a trestní stíhání zastaveno.
V 80. letech redigoval pro Židovskou obec v Praze věstník Žno a Židovskou ročenku. Od roku 1993 do roku 2002 byl předsedou poroty literární soutěže Ortenova Kutná Hora, která vznikla jako součást stejnojmenného festivalu, jehož byl jednou z klíčových postav.

### Širší rodina
Jde o staršího bratra básníka Jiřího Ortena a herce Zdeňka Ornesta. Byl otcem herce, režiséra, překladatele a textaře Jiřího Ornesta (1946–2017), jehož matkou byla jeho první manželka herečka Jarmila Smejkalová (1920–1994). Druhé manželství s dramaturginí a překladatelkou z polštiny Mojmírou Janišovou (1920–1986) bylo bezdětné. S třetí manželkou, herečkou Janou Koulovou (1926–2009), měl dceru Hanu Ornestovou, která se narodila 11. října 1959 v Praze. Dále byl otcem moderátorky a herečky Ester Janečkové (*1972), jejíž matka Marie Rút Křížková (1936–2020) byla spisovatelkou a literární historičkou. 

## Citát
| „                 | Oto, Otíku, můj milý řediteli a režisére, ani nevíš, jak jsi mi ohřál duši – bylo nás pár, kteří ještě vědí, děkují a chtějí si pamatovat: dokonce to sami potřebují k životu! Krásně jsi mi zvedl hlavu, kterou dnes zbytečně klopím v přítomnosti všech těch mladých ubožáků, kterým dnes patří náš bývalý svět a kteří nevlastní nic než nebetyčnou zpupnost, ješitnost a prodejnost. Nevědí nic, nechtějí vědět – jenom pohrdají – protože podvědomě cítí svoji slabost. | “ |
| — Irena Kačírková | |   |

## Vybrané divadelní režie
- 1946 G. B. Shaw: Rodiče a děti, Realistické divadlo
- 1947 Oscar Wilde: Jak je důležité míti Filipa, Realistické divadlo
- 1947 K. Simonov: Ruská otázka, Realistické divadlo
- 1948 A. Fredro: Dámy a husaři, Realistické divadlo
- 1948 J. Klíma: Na dosah ruky, Realistické divadlo
- 1950 Oscar Wilde: Jak je důležité míti Filipa, Divadlo Komedie, 214 repríz
- 1950 Václav Štech: Třetí zvonění, Divadlo komedie, 77 repríz
- 1950 Aleksander Fredro: Muž a žena, Divadlo komedie, 112 repríz
- 1950 Leon Kruczkowski: Němci, Komorní divadlo, 63 repríz
- 1950 Maxim Gorkij: Vassa Železnova, Komorní divadlo, 23 repríz
- 1951 Molière: Tartuffe neboli Svatoušek, Komorní divadlo, 178 repríz
- 1951 Howard Fast: Třicet stříbrných, Komorní divadlo, 139 repríz
- 1951 Alexander Kron: Poušť rozkvete, Komorní divadlo, 56 repríz
- 1952 R. Vailland: Doznání plukovníka Fostera, Komorní divadlo, 48 repríz
- 1952 Viktor Gusjev: Jarní vítr, Komorní divadlo, 52 repríz
- 1952 Lope de Vega: Pes na seně aneb Hraběnka a její sekretář, Divadlo Komedie, 118 repríz
- 1952 Saša Lichý: Horká kaše, Komorní divadlo, 63 repríz (spolurežie s J. Fišerem)
- 1953 Honoré de Balzac: Evženie Grandetová, Komorní divadlo, 142 repríz
- 1953 Vojtěch Cach: Paní Kalafová, Komorní divadlo, 54 repríz
- 1953 Jerzy Lutowski: Rodinná záležitost, Komorní divadlo, 41 repríz
- 1954 R. B. Sheridan: Škola pomluv, Komorní divadlo, 93 repríz
- 1954 Václav Štech: Třetí zvonění, Divadlo Komedie, 104 repríz
- 1954 William Shakespeare: Sen noci svatojánské, Divadlo Komedie, 80 repríz
- 1955 G. B. Shaw: Pygmalion, Komorní divadlo, 250 repríz
- 1955 César Solodar: Šeříkový sad, Divadlo Komedie, 43 repríz (zpěvní texty: Ota Ornest, režie Rudolf Hrušínský)
- 1955 Ema Řezáčová: Jana, Komorní divadlo, 27 repríz
- 1956 Ede Szigligeti: Liliomfi, Divadlo Komedie, 60 repríz
- 1956 G. B. Shaw: Čokoládový hrdina, Divadlo Komedie, 94 repríz
- 1957 Howard Fast: Generál Washington a čaroděj, Komorní divadlo, 14 repríz
- 1957 William Shakespeare: Jak se vám líbí, Divadlo Komedie, 52 repríz
- 1959 G. Figueiredo: Liška a hrozny, Komorní divadlo, 68 repríz
- 1960 Tennessee Williams: Skleněný zvěřinec, Komorní divadlo, 62 repríz
- 1961 Jevgenij Švarc: Zázraky se stávají, Divadlo Komedie, 15 repríz
- 1962 Jerome Kilty: Drahý lhář, Divadlo Komedie, 155 repríz
- 1963 Marcel Achard: Idiotka, Divadlo Komedie, 376 repríz
- 1964 Félicien Marceau: Vajíčko, Divadlo Komedie, 185 repríz
- 1965 Ray Lawler: Léto sedmnácté panenky, Komorní divadlo, 54 repríz
- 1966 G. B. Shaw: Záletník Leonard, Komorní divadlo, 67 repríz
- 1967 Otto Zelenka: Věčně tvůj, Divadlo Komedie, 94 repríz
- 1967 Oscar Wilde: Ideální manžel, Komorní divadlo, 115 repríz
- 1969 Max Frisch: Kdybych mohl začít znovu, Komorní divadlo, 41 repríz
- 1970 G. Chaucer: Vesele do Canterbury, Divadlo komedie, 74 repríz
- 1971 G. B. Shaw: Čokoládový hrdina, Divadlo komedie, 45 repríz
- 1972 S. W. Maugham: Útulný domov, Komorní divadlo, 61 repríz
- 1972 William Shakespeare: Král Richard II., Komorní divadlo, 96 repríz
- 1973 Jean Anouilh: Orchestr, A. P. Čechov: Labutí píseň, Komorní divadlo, 20 repríz

## Divadelní osobnosti o Otovi Ornestovi
Carmen Mayerová
- Hned napoprvé, když jsem byla panu Ornestovi představena, na mne zapůsobil nesmírně lidsky. A když jsem měla později vážný osobní problém, nechal si mne zavolat a promluvil o něm se mnou. Ota Ornest je člověk nesmírně inteligentní, ušlechtilý a citlivý. O nás herce se zajímal nejen jako ředitel, ale především jako člověk. Jeho velikost byla už v tom, jakým způsobem angažoval mladou generaci herců a jak vědomě budoval soubor Městských divadel pražských.[16]

František Němec
- Pan ředitel Ornest byl nejen vynikajícím dramaturgem, ale i laskavým a trpělivým režisérem a člověkem. On měl rád, když věci fungují, neklopýtají. Obdivoval jsem jeho dispozice, jeho jazykové vybavení, možnost číst hry v originále, tedy to, co si patrně přinesl z Anglie a co mu mohu jen závidět.[17]

Václav Postránecký
- Ota Ornest je můj druh. Vzhledem k věkové diferenci bych měl říct otec, ale protože jsme byli oba u divadla, tak je to druh, bratr, někdo velice blízký. Je to člověk, který je divadelní od hlavy až k patě. On myslí divadelně, vidí divadelně, slyší divadelně, cítí divadelně – je celý od divadla. Rozumí divadlu, rozumí profesi, rozumí lidem, je chápavý, je mírný. Domnívám se, že jenom lidé, kteří jsou utkáni z divadelní matérie, mohou kolem sebe seskupit sobě podobné tak, jako se to povedlo Otovi v Městských divadlech pražských.[18]

Lubomír Lipský
- Pro členy souboru MDP byl Ota Ornest ředitelem, dramaturgem a režisérem v jedné osobě. Pro mne byl hlavně režisérem, protože tak jsem s ním přicházel do bezprostředního kontaktu nejčastěji. Na rozdíl od jiných režisérů byl velice vstřícný, nebyl to žádný uzurpátor, spíš kolega, s nímž jsem měl tu čest spolupracovat. Jako režisér byl nesmírně lidský a přístupný názoru nás všech.[19]

Květa Fialová
- Když začínala sezona, tak měl pan ředitel Ornest pokaždé projev. On uměl mluvit velice krásně, takže nás vždycky zaujal. My jsme si ho vážili nejen pro jeho schopnosti, ale i proto, že se ke každému z nás choval slušně.[20]

Svatopluk Beneš
- Nastoupili také noví režiséři – Václav Hudeček, Alfréd Radok a Ladislav Vymětal....Tady je na místě ocenit přístup ředitele Ornesta, který neváhal angažovat toho nejlepšího režiséra, ačkoli se sám režii také věnoval. Dával vždy přednost zájmům divadla před osobními ambicemi.[21]

Rudolf Hrušínský
- Dovol, abych Ti poděkoval za Tvoje přátelství, kterého si upřímně a hluboce vážím. A dovol, abych Ti poděkoval za celé období Tvého ředitelování, které pro mne znamenalo mnoho. Bylo to jedno z nejkrásnějších období mého života...Jsem rád, Oto, že jsem Tě poznal.[22]